# Czarny punkt (serial telewizyjny)
Czarny punkt (franc. Zone blanche) – francusko-belgijski serial telewizyjny, będący połączeniem dramatu kryminalnego i thrillera, emitowany od 10 kwietnia 2017 roku na antenie France 2. Twórcą serialu jest Mathieu Missoffe, a jego współproducentami Ego Productions, Be-Films i Radio-Télévision belge de la Communauté française. W rolach głównych występują Suliane Brahim, Hubert Delattre i Laurent Capelluto.
Pierwszy pokaz odbył się w lutym 2017 na Festiwalu Produkcji Telewizyjnych w Bagnères-de-Luchon. W listopadzie tego samego roku prawa do międzynarodowej dystrybucji pierwszej serii poza Danią, Belgią, Holandią i Luksemburgiem nabyła platforma Amazon Prime Video. Druga seria, mająca we Francji premierę w lutym 2019 roku, w czerwcu – wraz z serią pierwszą – została udostępniona na Netfliksie.

## Fabuła
Laurène Weiss jest komendantem posterunku żandarmerii w niewielkiej górskiej miejscowości Villefranche w stopniu majora (odpowiednik aspiranta sztabowego w polskiej policji lub starszego chorążego sztabowego w wojsku). Miasteczko, otoczone przez dwieście kilometrów kwadratowych gęstego lasu, jest tytułowym czarnym punktem, mającym problemy z zasięgiem telefonii komórkowej i niemal całkowicie odciętym od świata zewnętrznego. Laurène zmuszona jest do lawirowania pomiędzy merem, chcącym zamknąć miejscowy tartak i mającym do niej uraz za to, że po pół roku nadal nie odnalazła jego zaginionej córki, a mieszkańcami niezadowolonymi z tego, że stracą pracę.
Do miasteczka oddelegowany zostaje prokurator Franck Siriani, mający zbadać, dlaczego w niewielkiej miejscowości wskaźnik zabójstw jest sześć razy wyższy niż średnia krajowa, jak również odkryć przeszłość pani komendant. Okazuje się jednak, że gęsty mroczny las na skraju miasteczka jest miejscem wyjątkowo niebezpiecznym i skrywającym swoje tajemnice.

## Produkcja
Według twórców, inspiracją do stworzenia Czarnego punktu było przede wszystkim Miasteczko Twin Peaks Davida Lyncha. Pomysłodawca i główny scenarzysta serialu, Mathieu Missoffe, zdecydował się na osadzenie fabuły w fikcyjnym mieście o nazwie „Villefranche” – nazwę taką nosi co najmniej piętnaście miejscowości we Francji, co miało sprawić, żeby francuscy widzowie nie byli w stanie określić, w jakiej części kraju rozgrywa się akcja.
Zdjęcia do pierwszej serii realizowano od 6 czerwca do 12 października 2016 roku w Belgii i Francji. Większość zdjęć nakręcono w okolicach Gérardmer i innych częściach departamentu Wogezy. Scenografiami były m.in. las w okolicach miejscowości Liézey i jezioro w pobliżu Xonrupt-Longemer. 

## Obsada
- Suliane Brahim jako Laurène Weiss
- Hubert Delattre jako Martial „Misiek” Ferrandis
- Laurent Capelluto jako Franck Siriani
- Samuel Jouy jako Bertrand Steiner
- Renaud Rutten jako Louis Hermann
- Tiphaine Daviot jako Camille Laugier
- Anne Suarez jako Léa Steiner
- Naidra Ayadi jako Leila Barami
- Camille Aguilar jako Cora Weiss
- Brigitte Sy jako Sabine Hennequin
- Dan Herzberg jako Gaspard Bellan
- Cyrielle Debreuil jako Anna Delambre
- Thomas Doret jako Rudy Guérin
- Olivier Bonjour jako Gérald Steiner
- Théo Costa-Marini jako Roman Barthélémy
- Samir Boitard jako Paul Méric
- Jean-Michel Balthazar jako Maître Caubere
- Pascal Elso jako Pierre Winkler
- Marina Hands jako Delphine Garnier

## Lista odcinków
| Seria | Seria | Odcinki | Oryginalna emisja | Oryginalna emisja | Oryginalna emisja / (Netflix) | Oryginalna emisja / (Netflix) | Oryginalna emisja / (Amazon Prime) | Oryginalna emisja / (Amazon Prime) |
| Seria | Seria | Odcinki | Premiera serii    | Finał serii       | Premiera serii                | Finał serii                   | Premiera serii                     | Finał serii                        |
| ----- | ----- | ------- | ----------------- | ----------------- | ----------------------------- | ----------------------------- | ---------------------------------- | ---------------------------------- |
|       | 1     | 8       | 10 kwietnia 2017  | 1 maja 2017       | 14 czerwca 2019               | 14 czerwca 2019               | 24 stycznia 2018                   | 24 stycznia 2018                   |
|       | 2     | 8       | 11 lutego 2019    | 25 lutego 2019    | 14 czerwca 2019               | 14 czerwca 2019               | nieemitowana                       | nieemitowana                       |

### Seria 1 (2017)
| Nr | # | Tytuł oryginalny                 | Tytuł polski                                                 | Reżyseria                        | Scenariusz                                               | Premiera         | Premiera w Polsce |
| -- | - | -------------------------------- | ------------------------------------------------------------ | -------------------------------- | -------------------------------------------------------- | ---------------- | ----------------- |
| 1  | 1 | Quand on arrive en ville         | Obcy przybywa do miasta (Amazon: Obcy w mieście)             | Thierry Poiraud i Julien Despaux | Mathieu Missoffe                                         | 10 kwietnia 2017 | 24 stycznia 2018  |
| 2  | 2 | À quoi rêvent les loups ?        | O czym śnią wilki? (Sen wilka)                               | Thierry Poiraud i Julien Despaux | Mathieu Missoffe                                         | 10 kwietnia 2017 | 24 stycznia 2018  |
| 3  | 3 | En abyme                         | Otchłań (Pustka)                                             | Thierry Poiraud i Julien Despaux | Mathieu Missoffe                                         | 17 kwietnia 2017 | 24 stycznia 2018  |
| 4  | 4 | Nous n'irons plus au bois        | Koniec spacerów po lesie (Żadnych spacerów w lesie)          | Thierry Poiraud i Julien Despaux | Florent Meyer, Antonin Martin-Hilbert i Mathieu Missoffe | 17 kwietnia 2017 | 24 stycznia 2018  |
| 5  | 5 | Le bout de la route              | U kresu drogi (Koniec drogi)                                 | Thierry Poiraud i Julien Despaux | Florent Meyer, Antonin Martin-Hilbert i Mathieu Missoffe | 24 kwietnia 2017 | 24 stycznia 2018  |
| 6  | 6 | Sombres héros                    | Mroczni bohaterowie                                          | Thierry Poiraud i Julien Despaux | Florent Meyer, Antonin Martin-Hilbert i Mathieu Missoffe | 24 kwietnia 2017 | 24 stycznia 2018  |
| 7  | 7 | Le secret derrière la fenêtre    | Tajemnica za oknem (Sekret za oknem)                         | Thierry Poiraud i Julien Despaux | Florent Meyer, Antonin Martin-Hilbert i Mathieu Missoffe | 1 maja 2017      | 24 stycznia 2018  |
| 8  | 8 | La fin n'est que le commencement | Koniec jest zaledwie początkiem (Koniec to dopiero początek) | Thierry Poiraud i Julien Despaux | Florent Meyer, Antonin Martin-Hilbert i Mathieu Missoffe | 1 maja 2017      | 24 stycznia 2018  |

### Seria 2 (2019)
| Nr | # | Tytuł oryginalny                           | Tytuł polski              | Reżyseria       | Scenariusz                                | Premiera       | Premiera w Polsce |
| -- | - | ------------------------------------------ | ------------------------- | --------------- | ----------------------------------------- | -------------- | ----------------- |
| 9  | 1 | Comment nous vivons maintenant, 1re partie | Jak teraz żyjemy: część 1 | Thierry Poiraud | Mathieu Missoffe i Antonin Martin-Hilbert | 11 lutego 2019 | 14 czerwca 2019   |
| 10 | 2 | Comment nous vivons maintenant, 2e partie  | Jak teraz żyjemy: część 2 | Thierry Poiraud | Mathieu Missoffe i Antonin Martin-Hilbert | 11 lutego 2019 | 14 czerwca 2019   |
| 11 | 3 | Dans une autre vie                         | W innym życiu             | Thierry Poiraud | Florent Meyer                             | 18 lutego 2019 | 14 czerwca 2019   |
| 12 | 4 | Coup de lune                               | Pełnia szaleństwa         | Thierry Poiraud | Juliette Soubrier                         | 18 lutego 2019 | 14 czerwca 2019   |
| 13 | 5 | La jeune fille et le mort                  | Dziewczyna i trup         | Thierry Poiraud | Sylvie Chanteux i Mathieu Missoffe        | 18 lutego 2019 | 14 czerwca 2019   |
| 14 | 6 | Sanctuaire                                 | Sanktuarium               | Thierry Poiraud | Florent Meyer i Mathieu Missoffe          | 25 lutego 2019 | 14 czerwca 2019   |
| 15 | 7 | Comme un chien                             | Jak pies                  | Thierry Poiraud | Antonin Martin-Hilbert                    | 25 lutego 2019 | 14 czerwca 2019   |
| 16 | 8 | L'ombre et les proies                      | Cień i ofiary             | Thierry Poiraud | Mathieu Missoffe                          | 25 lutego 2019 | 14 czerwca 2019   |